# Donzelli Editore
Donzelli Editore è una casa editrice italiana.

## Storia

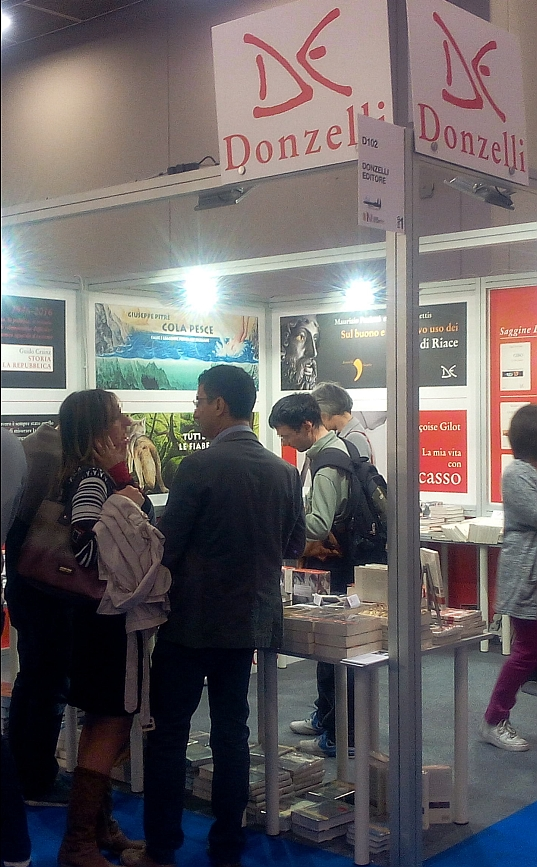
Stand dell'editore al Salone internazionale del libro 2016

Fondata nel 1992 da Carmine Donzelli, già redattore presso Einaudi (dal 1972 al 1987) e direttore presso Marsilio, l'iniziativa editoriale sorse all'interno dell'ambiente che in anni precedenti aveva animato le esperienze culturali di studio del mezzogiorno contemporaneo della rivista Meridiana, pubblicazione quadrimestrale dell'Istituto Meridionale di Storia e Scienze Sociali di Catania. Tra i collaboratori iniziali della casa editrice Goffredo Fofi, Alessandro Portelli, Guido Crainz, Giovanni Levi, Giuseppe Sergi e Adriano Prosperi.
Tra i primi testi pubblicati Destra e sinistra di Norberto Bobbio (definita l'"intuizione editoriale più fortunata e il libro-bandiera" della casa), Confessioni di un ottuagenario di Cesare Cases, e poi alcuni saggi di Julia Kristeva. Alla casa editrice - che ha pubblicato anche saggi e monografie di studiosi della Sapienza, tra cui Biancamaria Frabotta - si deve anche la proposta di autori stranieri poi divenuti noti in cataloghi di altri, come Javier Marías, J. M. Coetzee (che però ha avuto prima due titoli nella Rizzoli degli anni 1980) o Paco Ignacio Taibo II e l'edizione tematica dello Zibaldone in 6 volumi.

## Collane editoriali
Il catalogo di titoli è diviso in 21 collane più 5 collane della serie "Meridiana libri". La collana di poesia è stata co-diretta da Marta ed Elisa Donzelli.
Donzelli è inoltre editrice delle riviste culturali: "Meridiana", "Storica", "Economia & Lavoro" e "Cultura tedesca".